# Эттвуд, Ричард
Ри́чард Э́ттвуд (англ. Richard Attwood, 4 апреля 1940, Вулвергемптон) — британский автогонщик, победитель 24 часов Ле-Мана 1970, пилот Формулы-1.

## Биография

### Ранние годы
Ричард Эттвуд родился 4 апреля 1940 в городе Вулвергемптон. Он был учеником на автомобильной фирме Jaguar. В автоспорте Эттвуд дебютировал в 1960, его первой машиной был Triumph. С 1961 по 1963 Ричард Эттвуд выступал в Formula Junior за команду Midland Racing Partnership. В 1963 Ричард выиграл гонку этой серии в Монако, а также дебютировал в Ле-Мане за рулём Lola.

### Выступления в Формуле-1 (1964—1969)
В 1964 Ричард Эттвуд участвовал в ряде внезачётных гонок Формулы-1, выступая за Midland Racing Partnership и British Racing Motors. Эттвуд также участвовал в Гран-при Великобритании 1964 года, но не вышел на старт. Ричард Эттвуд стал одним из основателей команды Ford в гонках спорт-прототипов.
Полноценный дебют Эттвуда в Формуле-1 состоялся в 1965 в команде Reg Parnell Racing за рулём Lotus 25. Ричарду удалось дважды набрать очки в сезоне 1965 Формулы-1. В гонках спортивных автомобилей Эттвуд присоединился к команде Дэвида Пайпера и выиграл 9 часов Рэнда в Кьялами за рулём Ferrari. Эттвуд повторил этот успех в 1966. Кроме того, в 1966 и 1967 Ричард выступал в Tasman Series за рулём BRM. Однако в Формуле-1 за эти два года он провёл лишь один Гран-при в составе команды Cooper.
В 1968 Ричард Эттвуд выступал за BRM в Формуле-1. Его первая гонка за BRM, Гран-при Монако, прошла очень успешно: Эттвуд занял второе место и показал лучшее время круга. Однако в последующих Гран-при пилоту не удалось набрать ни одного очка. После Гран-при Германии Ричард Эттвуд был уволен из BRM. Впоследствии он занял 4 место в Гран-при Монако 1969 года, будучи вызван в команду Lotus в связи с травмой Йохена Риндта.

### Выступления за Porsche
В 1969 Эттвуд стал пилотом заводской автогоночной команды Porsche. В её составе он добился наибольшего успеха в гонках спортивных автомобилей. Вместе с Виком Элфордом пилот занял второе место в BOAC 500, гонке, проходившей в Брэндс-Хэтче.
В 1970 Ричард Эттвуд выиграл 24 часа Ле-Мана за рулём Porsche 917 вместе с Хансом Херрманом. В этом же году Эттвуд и Херрман заняли второе место в гонке 1000 километров Нюрбургринга. В 1971 Ричард Эттвуд стал победителем 1000 километров Остеррайхринга вместе с Педро Родригесом.

### Поздние выступления
В конце 1971 года Ричард Эттвуд объявил о завершении карьеры в автоспорте. Он стал бизнесменом. В 1980-е годы Эттвуд участвовал в гонках исторических автомобилей, а в 1984 в последний раз выступил в Ле-Мане.

## Таблица выступлений в автоспорте
| Легенда к таблице |                                                                    |
| --- | ------------------------------------------------------------------ |
| В таблице перечислены результаты всех Гран-при Формулы-1, в которых принимал участие гонщик. Строками таблицы являются сезоны, столбцами — этапы чемпионата мира. В каждой клетке указаны сокращённое название этапа и результат, дополнительно обозначенный цветом. Расшифровка обозначений и цветов представлена в нижеследующей таблице. |                                                                    |
| \| Пример \| Описание \| \| ------------ \| ------------------------------------------------------------------ \| \| 1 \| Победитель \| \| 2 \| Второе место \| \| 3 \| Третье место \| \| 5 \| Финишировал, заработав очки \| \| Сход \| Не финишировал, но при этом заработал очки \| \| 12 \| Финишировал, не получив очков \| \| НКЛ \| Финишировал, но не попал в финальную классификацию \| \| 15 \| Участвовал вне зачёта, либо по отдельной классификации \| \| 18 \| Не финишировал, но попал в финальную классификацию \| \| Сход \| Не финишировал \| \| НКВ \| Не прошёл квалификацию \| \| НПКВ \| Не прошёл предквалификацию \| \| ДСК \| Дисквалифицирован \| \| ИСК \| Исключён из протокола соревнований \| \| ТТ \| Заявлен для участия только в тренировках \| \| НС \| Участвовал в квалификации, но не стартовал в гонке \| \| Т \| Травмирован или болен \| \| ОТК \| Отказ от участия \| \| НТР \| Прибыл на соревнования, но на трассу не выезжал \| \| НПР \| Был заявлен в числе участников, но не прибыл к началу соревнований \| \| О \| Соревнования отменены \| \| \| Не участвовал \| \| Поул-позиция \| \| \| Быстрый круг \| \| |                                                                    |
| Пример | Описание                                                           |
| 1 | Победитель                                                         |
| 2 | Второе место                                                       |
| 3 | Третье место                                                       |
| 5 | Финишировал, заработав очки                                        |
| Сход | Не финишировал, но при этом заработал очки                         |
| 12 | Финишировал, не получив очков                                      |
| НКЛ | Финишировал, но не попал в финальную классификацию                 |
| 15 | Участвовал вне зачёта, либо по отдельной классификации             |
| 18 | Не финишировал, но попал в финальную классификацию                 |
| Сход | Не финишировал                                                     |
| НКВ | Не прошёл квалификацию                                             |
| НПКВ | Не прошёл предквалификацию                                         |
| ДСК | Дисквалифицирован                                                  |
| ИСК | Исключён из протокола соревнований                                 |
| ТТ | Заявлен для участия только в тренировках                           |
| НС | Участвовал в квалификации, но не стартовал в гонке                 |
| Т | Травмирован или болен                                              |
| ОТК | Отказ от участия                                                   |
| НТР | Прибыл на соревнования, но на трассу не выезжал                    |
| НПР | Был заявлен в числе участников, но не прибыл к началу соревнований |
| О | Соревнования отменены                                              |
| | Не участвовал                                                      |
| Поул-позиция |                                                                    |
| Быстрый круг |                                                                    |

| Сезон | Команда                    | Шасси        | Двигатель                   | Ш | 1   | 2        | 3      | 4        | 5       | 6      | 7        | 8      | 9      | 10    | 11  | 12  | Место | Очки |
| ----- | -------------------------- | ------------ | --------------------------- | - | --- | -------- | ------ | -------- | ------- | ------ | -------- | ------ | ------ | ----- | --- | --- | ----- | ---- |
| 1964  | Owen Racing Organisation   | BRM P67      | BRM P56 1,5 V8              | D | МОН | НИД      | БЕЛ    | ФРА      | ВЕЛ ОТК | ГЕР    | АВТ      | ИТА    | США    | МЕК   |     |     | —     | 0    |
| 1965  | Reg Parnell Racing         | Lotus 25     | BRM P56 1,5 V8              | D | ЮАР | МОН Сход | БЕЛ 14 | ФРА      | ВЕЛ 13  | НИД 12 | ГЕР Сход | ИТА 6  | США 10 | МЕК 6 |     |     | 16    | 2    |
| 1967  | Cooper Car Co              | Cooper T81B  | Maserati Tipo 10/F1 3,0 V12 | F | ЮАР | МОН      | НИД    | БЕЛ      | ФРА     | ВЕЛ    | ГЕР      | КАН 10 | ИТА    | США   | МЕК |     | —     | 0    |
| 1968  | Owen Racing Organisation   | BRM P126     | BRM P142 3,0 V12            | D | ЮАР | ИСП      | МОН 2  | БЕЛ Сход | НИД 7   | ФРА 7  | ВЕЛ Сход | ГЕР 14 | ИТА    | КАН   | США | МЕК | 13    | 6    |
| 1969  | Gold Leaf Team Lotus       | Lotus 49B    | Ford Cosworth DFV 3,0 V8    | F | ЮАР | ИСП      | МОН 4  | НИД      | ФРА     | ВЕЛ    |          |        |        |       |     |     | 13    | 3    |
| 1969  | Frank Williams Racing Cars | Brabham BT30 | Ford Cosworth FVA 1,6 L4    | D |     |          |        |          |         |        | ГЕР 6    | ИТА    | КАН    | США   | МЕК |     | 13    | 3    |